# Font Màgica

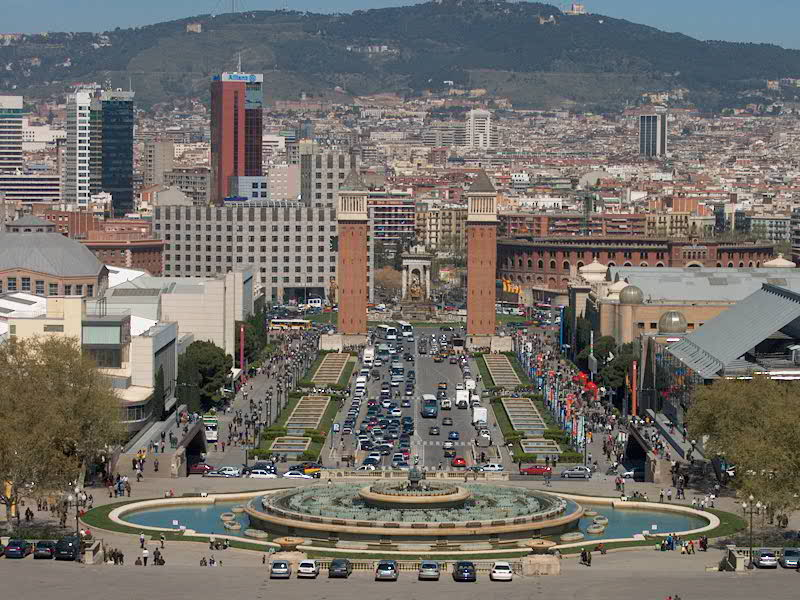
Magische Fontein

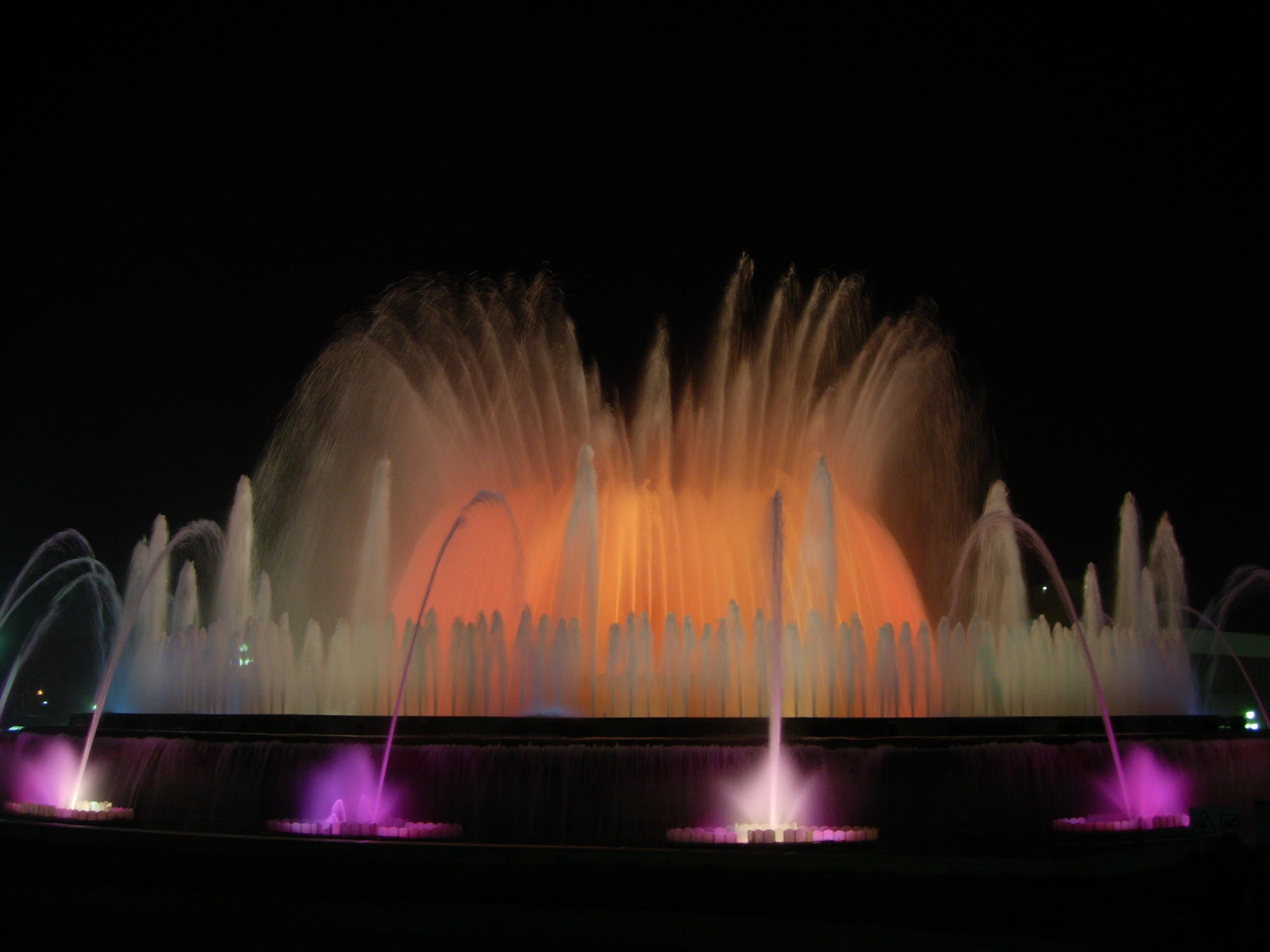
De fontein in actie

De Font Màgica (magische fontein) is een kleurig verlicht terras van fonteinen aan de Avinguda de Maria Cristina in Barcelona, aan de voet van de heuvel Montjuïc. Het geheel staat ook bekend als de "Fonteinen van Montjuïc" of de "Fonteinen van Plaça d'Espanya".
De Font Màgica werd ontworpen door de Catalaanse Carles Büigas voor de Wereldtentoonstelling van 1929 die plaatsvond rondom de Montjuïc, een heuvel aan de zee in Barcelona. De centrale fontein werd gebouwd om te laten zien wat er allemaal met gefilterd licht mogelijk is. In de loop der tijd raakten de fonteinen verwaarloosd, maar voor de Olympische Spelen van 1992 werden ze compleet gerestaureerd. In 2010 werd de fontein ook weer volledig gerestaureerd.
De fonteinen zijn een toeristische trekpleister, vooral in de zomerse avonduren wanneer de fonteinen prachtig verlicht zijn. Ook worden muziekshows en dansdemonstraties gegeven waarbij het licht gesynchroniseerd wordt met de muziek.
Ieder jaar vindt er eind september tevens de afsluiting van "La Mercè" plaats. Het is een groot spektakel, met muziek en een enorm vuurwerk.
De fontein spuit 3180 liter water per seconde door 3620 jets om zijn effect te creëren. De hoogste wateruitloop is 51 meter.

## Geschiedenis
De magische fontein is ontworpen door Carles Buïgas, die al in 1922 verlichte fonteinen had ontworpen. De plaats waar de fontein werd gebouwd, was de vorige locatie van The Four Columns. De zuilen, representatief voor de Catalaanse beweging, werden in 1928 op bevel van premier Miguel Primo de Rivera afgebroken en in 2010 op een paar meter afstand van de oorspronkelijke locatie herbouwd.
Buïgas diende zijn ontwerp een jaar voor de tentoonstelling in, velen noemden het plan te ambitieus, met te weinig tijd om te voltooien. Het bouwproject maakte gebruik van meer dan 3000 werknemers. De eerste show vond plaats op 19 mei 1929, de dag voor de start van de expositie. De fontein werd zwaar beschadigd tijdens de Spaanse Burgeroorlog en werkte pas weer in 1955, nadat Buigas toezicht hield op de noodzakelijke reparaties.
In de jaren '80 werd er muziek toegevoegd aan de lichtshow en werd de fontein, samen met het Museu Nacional (Nationaal Museum), volledig gerestaureerd voorafgaand aan de Olympische Zomerspelen van 1992, gehouden in Montjuïc. Optredens omvatten film, klassieke en moderne muziek, zoals The Godfather, The Lord of the Rings, Gladiator, een Spaanse zarzuela-beweging, "Barcelona" van Freddie Mercury en Montserrat Caballé en moderne popsongs. Voorstellingen vinden elk weekend plaats met tussenpozen van een half uur, met weekenden verlengd tijdens het zomerseizoen.